# Ani
Pour les articles homonymes, voir ANI.
Ani (en arménien Անի) est une cité médiévale arménienne située dans l'est de la Turquie, dans la province de Kars, à l'ouest de la frontière avec l'Arménie. Elle se trouve près de la ville d'Ocaklı et à côté de la rivière Akhourian, un affluent de l'Araxe, qui forme la frontière entre l'Arménie et la Turquie. 
Surnommée « capitale de l'an mille » et « ville aux mille et une églises », la cité fut alors la capitale de l'Arménie des Bagratides. Abandonnée depuis le XIVe siècle, Ani est aujourd'hui en ruines. Les dernières églises encore sporadiquement fréquentées au début du XXe siècle ont elles aussi été vandalisées lors du génocide de 1915 et sont également en ruines.

## Histoire

### Débuts et Âge d'or

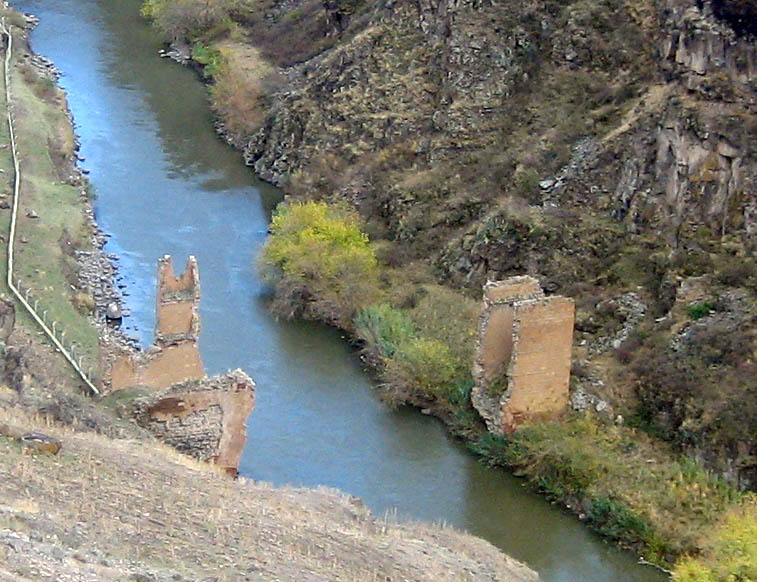
La frontière turco-arménienne vue en contrebas de la colline d'Ani. Vestiges du pont sur l'Akhourian.

Bien qu'un habitat soit attesté sur le site depuis le IIe millénaire av. J.-C., la date de sa fondation n'est pas connue. Il existe déjà une forteresse à l'époque du royaume d'Urartu. Pendant le Moyen Âge, la ville est située dans la province arménienne historique d'Ayrarat (district de Shirak ou Chirak), sur un « promontoire triangulaire ». Ani devient tout d'abord la forteresse des seigneurs de la famille Kamsarakan vers le Ve siècle, puis elle passe sous la main des Bagratides qui quittent la ville de Kars et sa forteresse perchée au IXe siècle. 
Le Xe siècle et l'an mil est l'époque de la splendeur d'Ani. Le roi d'Arménie Achot III, de cette dynastie, en fait sa capitale en 961 : il construit d'abord les remparts (les premiers de l'histoire de la ville) puis un grand palais et sa citadelle. 
Ani se développe, s'agrandit grâce à sa situation sur une route commerciale, et est donc le centre religieux, administratif et aussi culturel de toute l'Arménie médiévale vers 992. La « ville aux mille et une églises » prend de l'importance. Cette grandeur n'a pas suffi au roi Smbat II — dit le Conquérant ; il fait édifier des murailles plus grandes que les précédentes vers 989. C'est alors que l'on assiste à une « fièvre constructive » : palais, magasins, marchés, auberges, ateliers, etc., sont édifiés. Des bâtiments religieux sont à leur tour construits. La population d'Ani vers l'an mil atteindrait les 100 000 habitants, et la cité est le siège du catholicos arménien. Un nouvel essor est connu par la ville sous le règne de Gagik Ier (989-1020), c'est l'époque de la construction de la plupart des églises.

### Fin
Mais le déclin se fait sentir, et en 1045, l'Empire byzantin annexe la région et ville : c'est la fin du règne des Bagratides. Le 16 août 1064, elle est prise par les Turcs Seldjoukides, sous la conduite d'Alp Arslan et c'est cette fois la fin, pour plus d'un siècle, du pouvoir chrétien arménien dans la ville. En 1072, Ani est cédée à la famille kurde des Cheddadides (Banou-Cheddâd), représentée par Fazıl Manuçe (1072-1110), dont la mère était une Bagratide, puis par son fils Abou'l-Sewar (1110-1124). 
En 1124, les habitants chrétiens se révoltent contre les Cheddadides et la ville est occupée par les Géorgiens pendant deux ans avant de revenir aux Cheddadides Fadlun Ier (1126-1132), Mahmoud (1132), Cheddâd (mort en 1155) et Fadlun II (1155-1161). 
Les armées du roi Georges III de Géorgie l'occupent de nouveau entre 1161 et 1163 avant qu'elle ne soit reprise par les Seldjoukides pour 10 ans (1163-1174). En 1174, Ani est reconquise par le prince Iwané Orbéliani puis intégrée dans le domaine royal géorgien en 1177 jusqu'à la mort du roi en 1185. La ville revient ensuite une dernière fois aux Cheddadides.
Ani est enfin libérée par les princes Zakarian en 1199, qui font notamment édifier des monastères arméniens. La ville devient le centre de l'Arménie zakaride et profite d'un nouvel essor, beaucoup moins brillant que le précédent. Elle est prise et pillée par les Mongols en 1231 — ou 1236. Au XIVe siècle, une dynastie turcomane, les Qara Qoyunlu, en fait sa capitale. Après la prise de la ville par Tamerlan à la fin du siècle, les Qara Qoyunlu transfèrent leur capitale à Erevan. La ville est alors complètement abandonnée. L'histoire selon laquelle la ville aurait été détruite par un tremblement de terre en 1319 serait un mythe.

## Le site

### Description de la ville médiévale

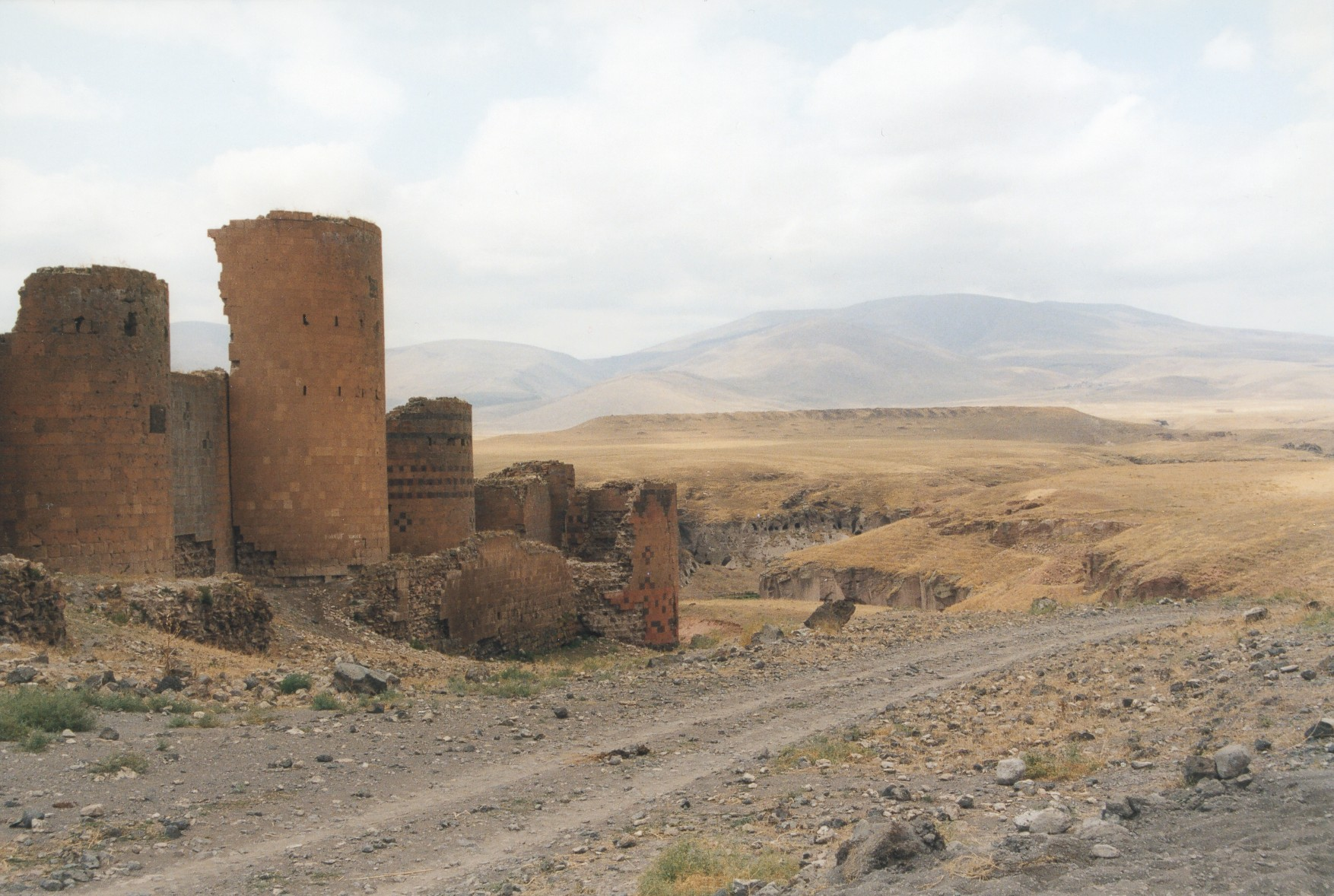
Enceinte d'Ani, près de la Porte de Kars.

La ville est entourée par une double enceinte. Elle était jadis appelée la « cité aux mille et unes églises » en raison de l'important nombre de maisons. En réalité, elle comptait une cinquantaine d'églises. Le plan d'Ani se compose de rues et de places pavées. Il y a un système de canalisation et des bains publics. Toute la population pourrait être définie comme « cosmopolite ». 
Ani compte parmi les plus beaux exemples de l'architecture arménienne.

### Monuments d'Ani
Les principaux monuments subsistants sont des églises.

#### Cathédrale d'Ani

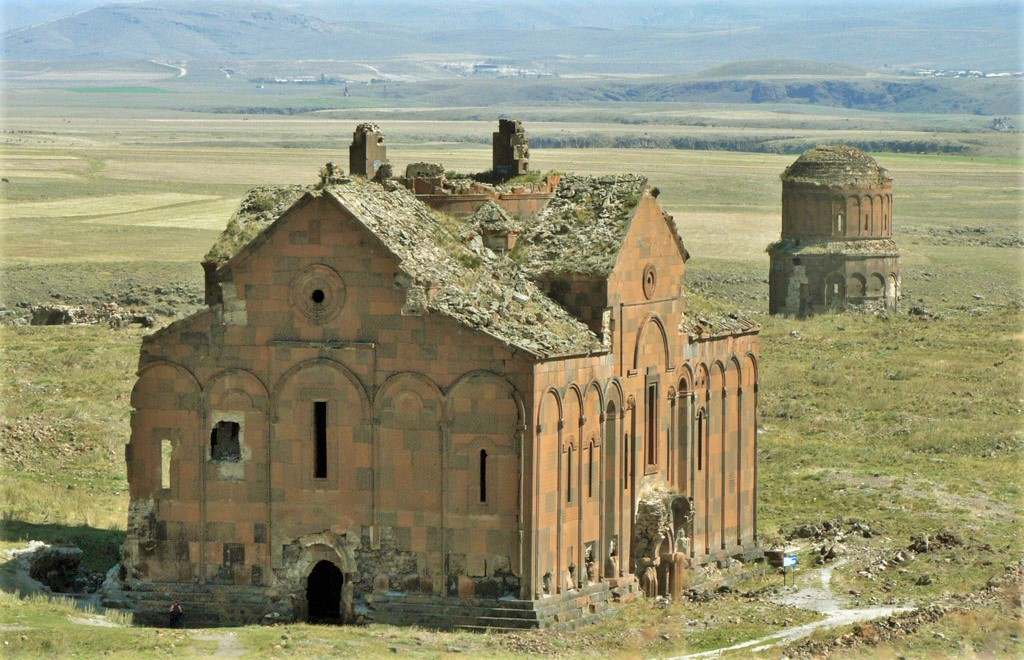
Cathédrale d'Ani, construite vers 989 et terminée vers 1001. L'église du Saint-Sauveur se dresse à l'arrière-plan.

La grande cathédrale d'Ani fut commencée pendant le règne du roi Smbat II, vers 989. Par la suite elle est terminée en 1001, date marquée par le règne du roi Gagik Ier. L'auteur du monument est le fameux architecte Tiridate, qui a là « innové » en élargissant la nef principale et a diminué l'espace des petites nefs, latérales à la nef centrale. Mais malheureusement, un séisme, survenu vers 1319, va détruire la coupole. Ce n'est pas le seul séisme qui a endommagé l'édifice : en 1988, lors du grand tremblement de terre de Spitak, l'angle nord-ouest est totalement détruit. 
La cathédrale est architecturalement complexe : une petite arcature aveugle à fines colonnes orne le monument tout du long, des arcs plus importants parent les fenêtres, assez petites, les grandes ouvertures entourent des grands bandeaux d'entrelacs. L'intérieur de l'édifice peut faire penser à l'architecture gothique, car la totalité des arcs et des piliers dessinent des sortes de demi-colonnettes. Des fresques décorent la cathédrale d'Ani.

#### Église du Saint-Sauveur

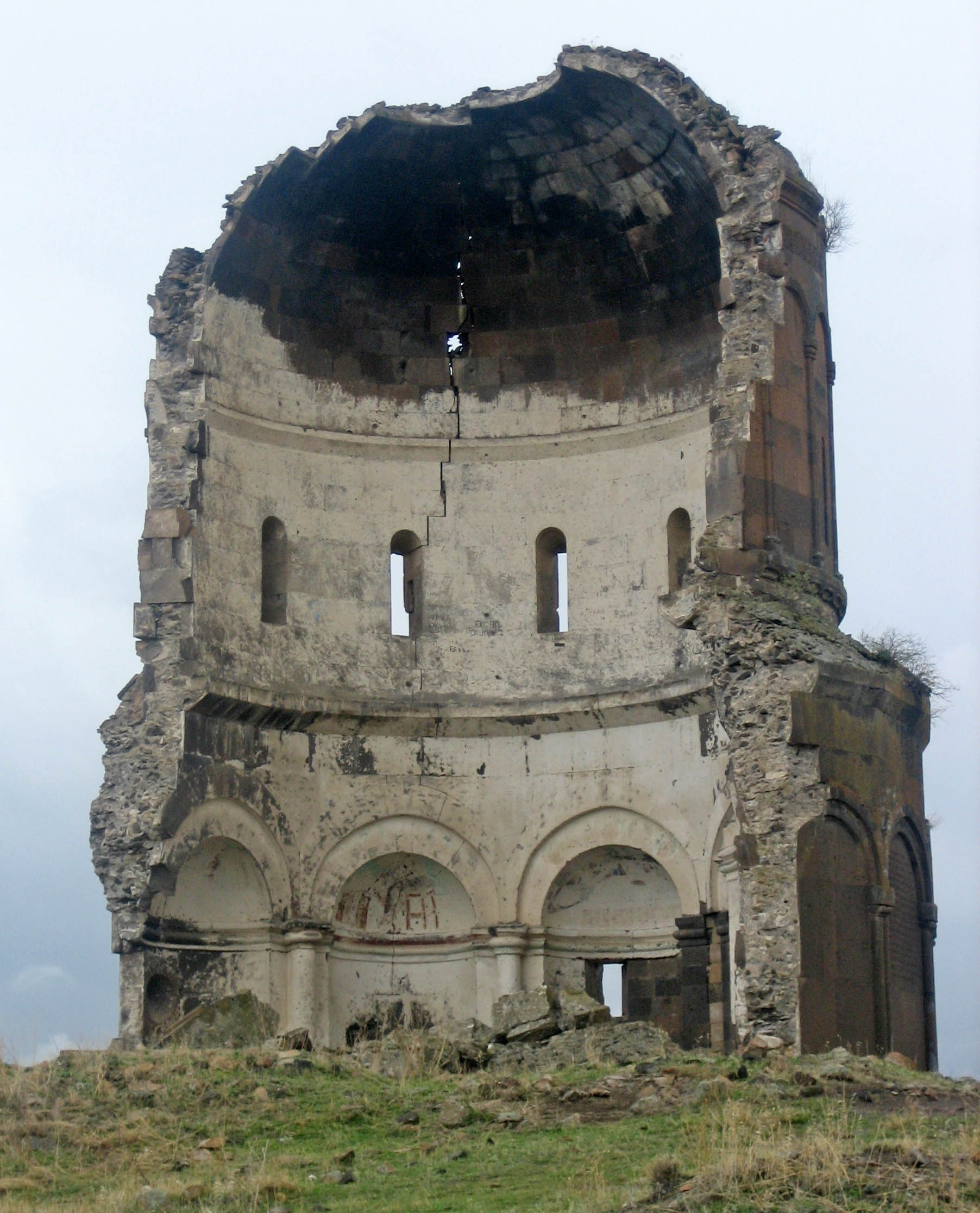
Église du Saint-Sauveur

L'église du Saint-Sauveur d'Ani fut construite en l'année 1036. La moitié du monument s'effondre en 1930 ou en 1957. C'est un octoconque, avec une coupole couvrant des sortes de niches peu profondes. L'église ressemble à des rotondes superposées qui étaient jadis décorées d'arcatures aveugles. L'intérieur de l'édifice religieux présente des peintures avec notamment un beau et grand Christ tenant l'évangile. Des anges et la Cène entourent le personnage. Le prince Ablgharid Pahlavide la fait construire pour abriter un morceau de la Vraie Croix, qu'il avait ramené de Constantinople. 

#### Église Saint-Grégoire d'Abougraments

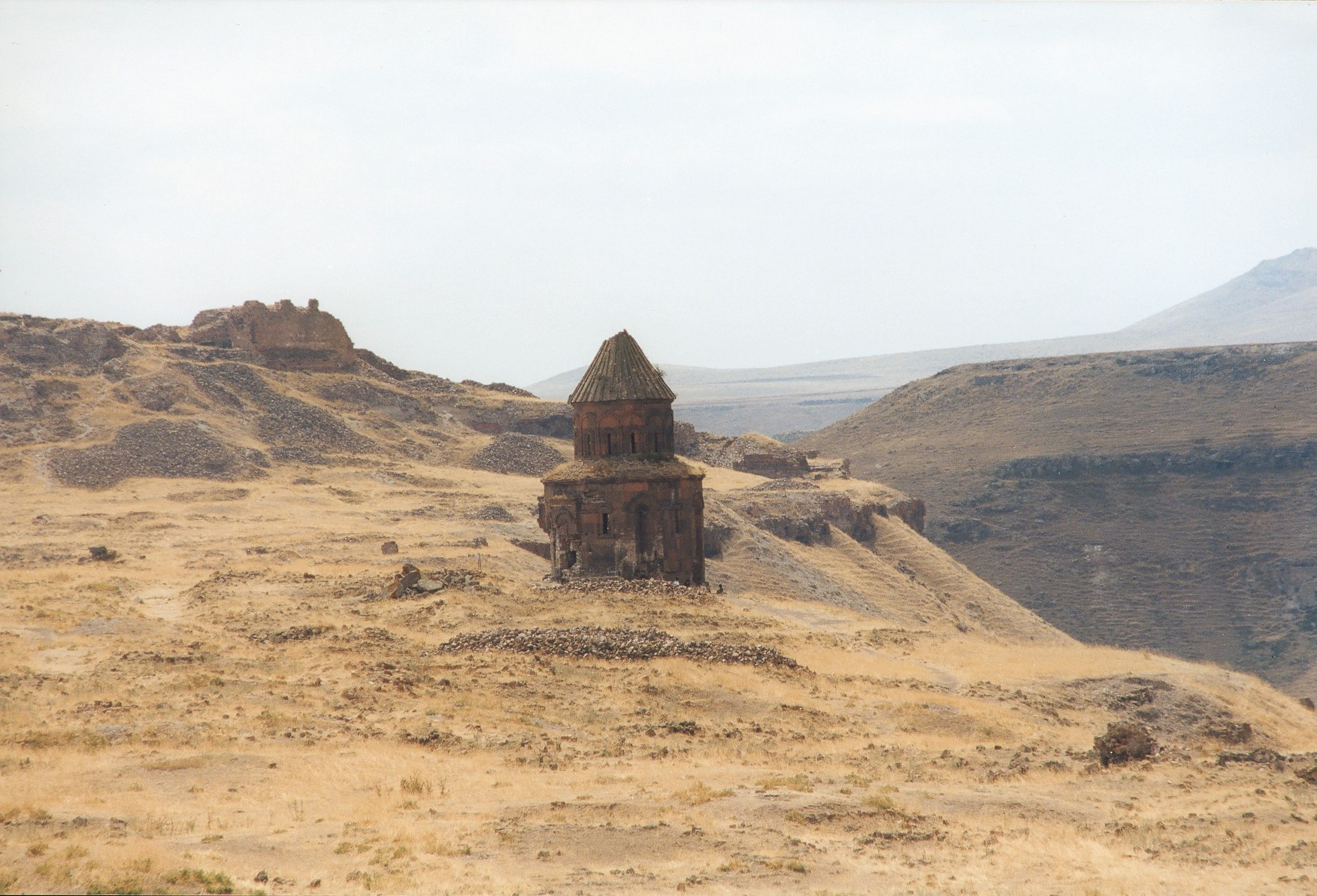
Église Saint-Grégoire d'Abougraments, avec la citadelle d'Ani en arrière-plan.

L'église Saint-Grégoire — dite Abougraments — est édifiée vers le Xe siècle. C'est un hexaconque. Sa façade est creusée par six niches. Douze fenêtres sont entourées par un double arc, creusées par un tambour, et des ornements décorent une série de colonnes doubles. Une dalle de tuf (pierre volcanique) est couverte par le toit de la coupole.

#### Église Saint-Grégoire de Gagkashen

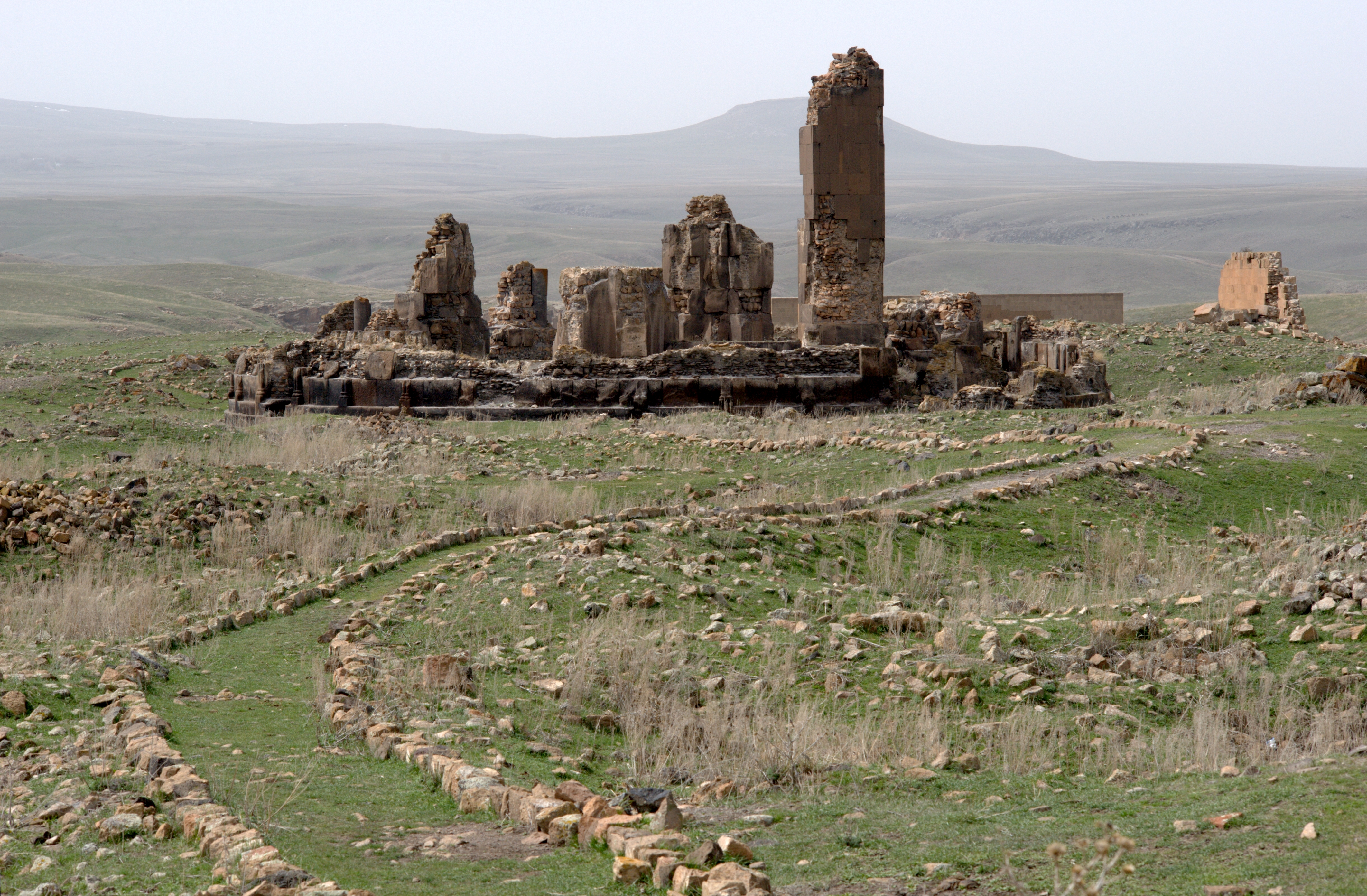
Église Saint-Grégoire de Gagkashen.

Cette église Saint-Grégoire, dite Gagkashen, est construite entre 1001 et 1010, et on attribue sa construction au même architecte, Tiridate, sous le règne de Gagik Ier. Elle s'effondre entre les XIe et XIIe siècles. Ayant pris modèle sur l'église de Zvartnots, près d'Erevan, Saint-Grégoire constitue la plus grande église d'Ani, devant la cathédrale. C'est une rotonde à trois niveaux. On y a découvert la statue du roi Gagik Ier tenant un modèle de son église.

#### Église Saint-Grégoire de Tigrane Honents

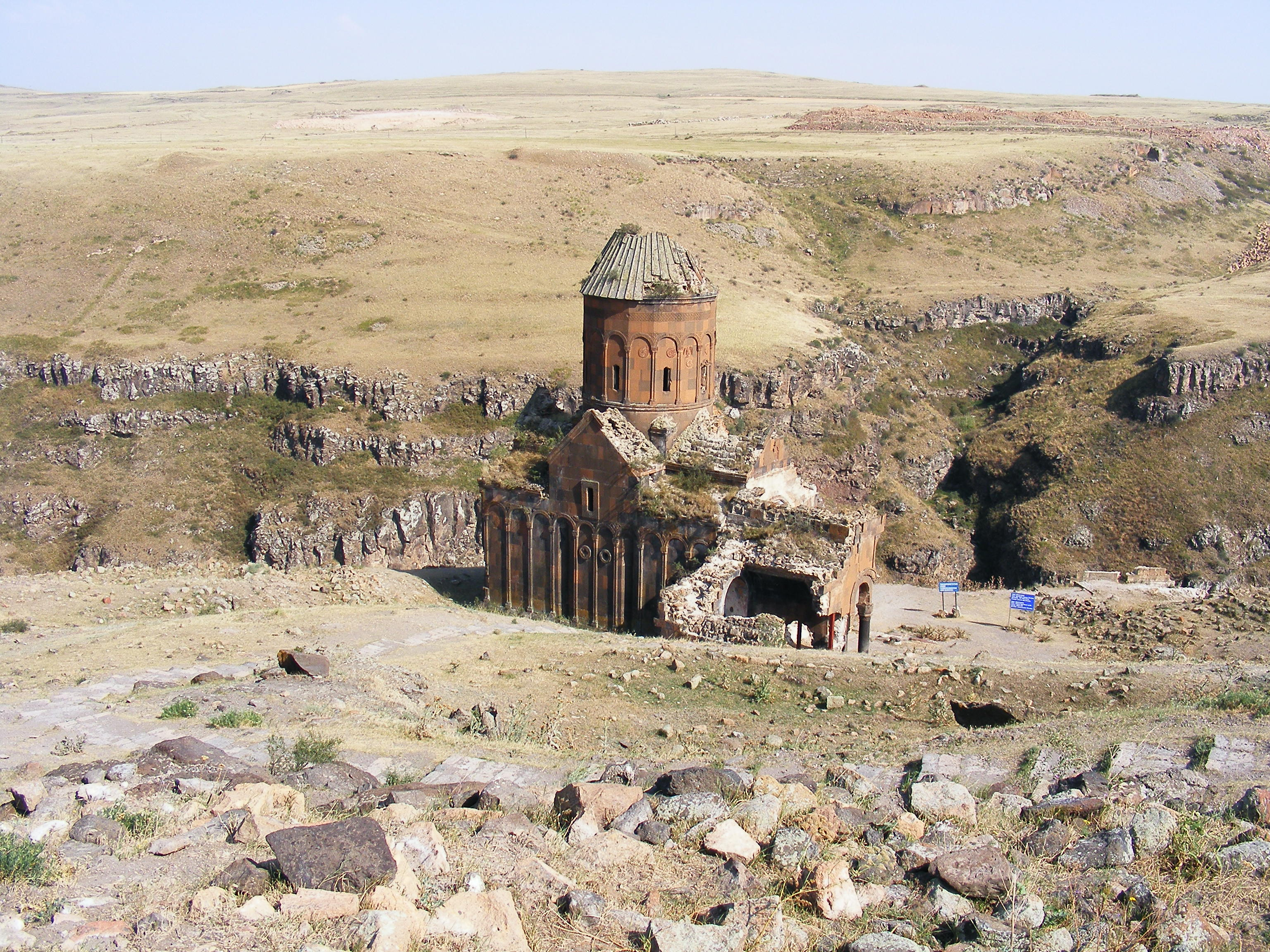
Église Saint-Grégoire de Tigrane Honents.

On sait grâce à une inscription que l'église de Saint-Grégoire de Tigrane Honents a été édifiée en 1215, grâce à la générosité d'un riche marchand nommé Tigrane Honents. Sur le mur extérieur de l'église est gravée une inscription énumérant des moulins, des trésors, des champs et des vignobles. Tigrane Honents dote sa fondation de ces éléments. L'église possède des peintures intérieures, faites par des Géorgiens et représentant le saint le plus important de l'Arménie, saint Grégoire Ier l'Illuminateur, le Christ et enfin le jugement dernier. Dans les écoinçons des demi-colonnes sur lesquelles s'appuient les arcatures aveugles de la façade et du tambour se trouvent des représentations d'animaux réels ou fantastiques.

#### Église des Saints-Apôtres

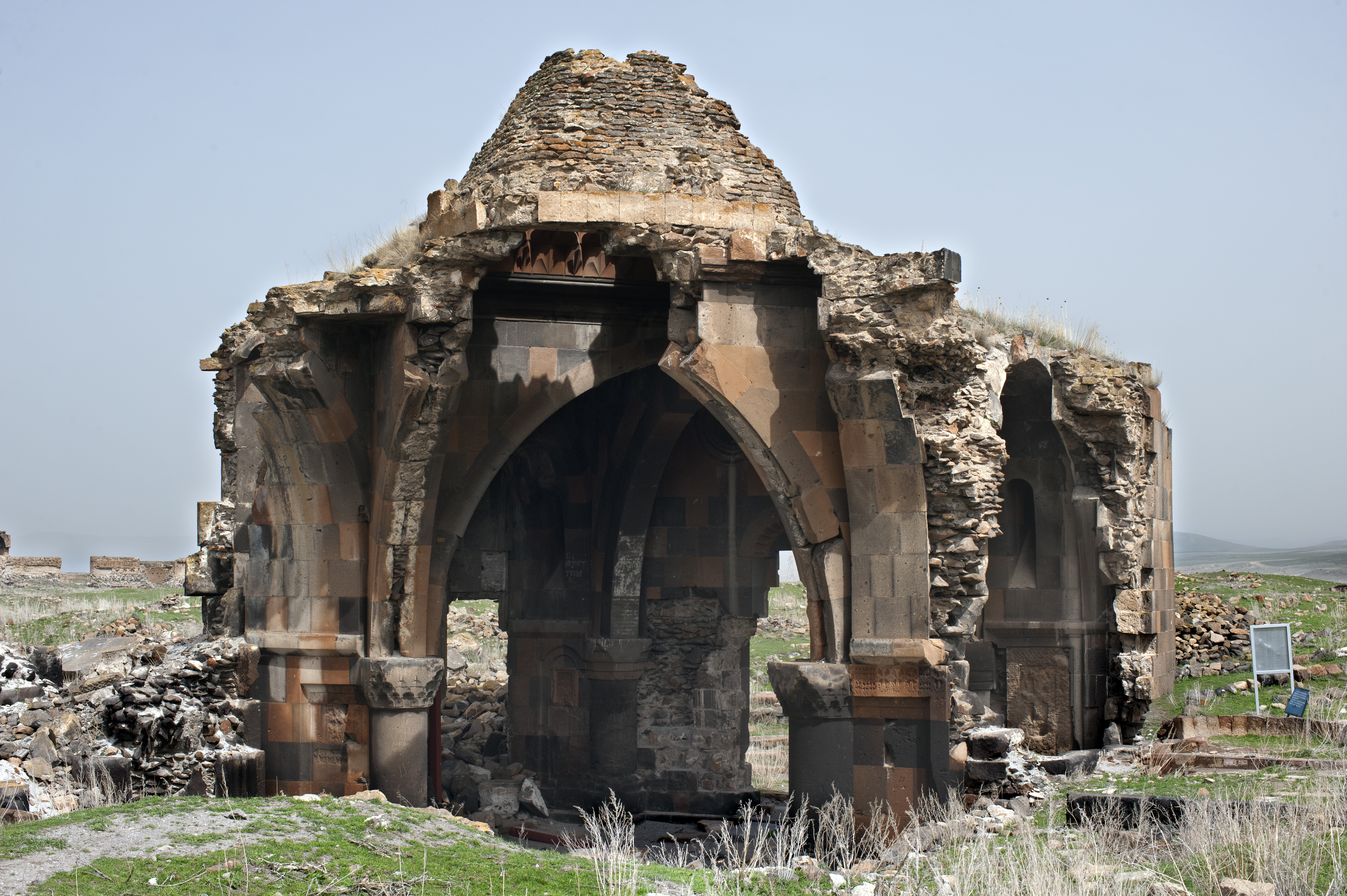
Église des Saints-Apôtres d'Ani.

On connaît beaucoup de choses sur le jamatoun de l'église des Saints-Apôtres. Il est construit en 1038, devant l'église Saint-Jean du XIe siècle, fort ruinée. L'église des Saints-Apôtres n'existe plus. Ce jamatoun est de forme quadrangulaire, avec, sur quatre colonnes, une coupole. Un petit lanternon surmonte l'ouverture centrale de cette coupole, et forme une sorte de « pyramide tronquée ». 
Ce type de jamatoun sera emprunté pour d'autres églises. Les murs, où sont gravés des décisions politiques, économiques, etc. de la ville d'Ani, sont ornementés. De cette manière, on peut observer des décisions comme celles concernant les impôts : impôts pour les magnaniers et tapissiers en 1276, etc. mais aussi d'autres décisions comme l'ordre qui interdit le commerce dans les rues pendant les séismes, datant à peu près du XIIIe siècle.

#### Monastère des Vierges

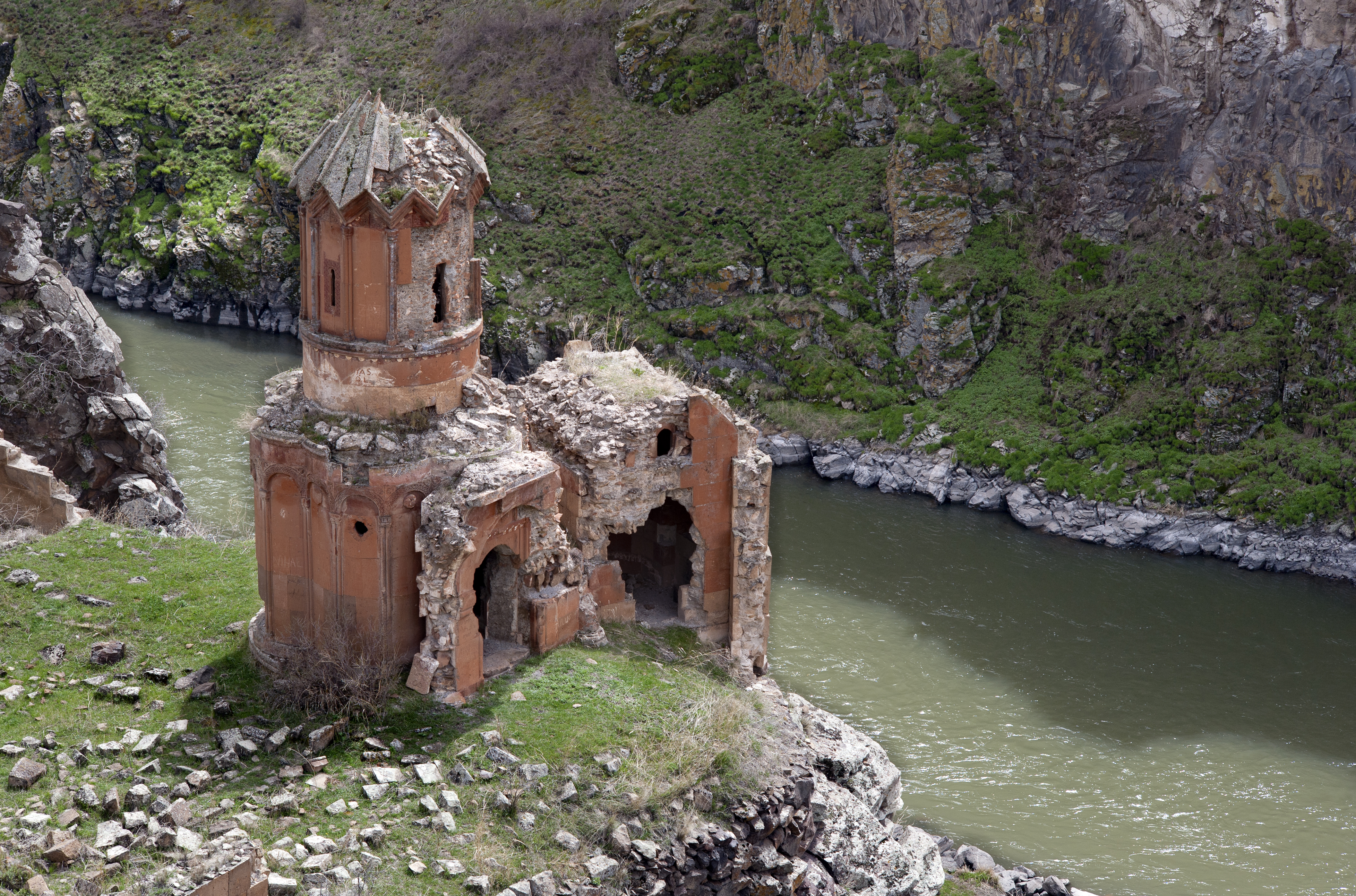
Monastère des Vierges.

Le monastère des Vierges est construit vers le XIIe siècle, mais il ne subsiste que l'église principale, d'ailleurs très endommagée avec quelques murs attestant de l'existence d'autres bâtiments. Édifiée sur un socle circulaire, l'église est en forme d'hexaconque, et plusieurs « petites conques » sur la façade sont décorés par des arcatures au nombre de trois, sur une colonne de type double. La « coiffe » de l'église est en ombrelle et le tambour dodécagonal. Quatre fenêtres percent ce tambour.

#### Mosquée Menüçehr

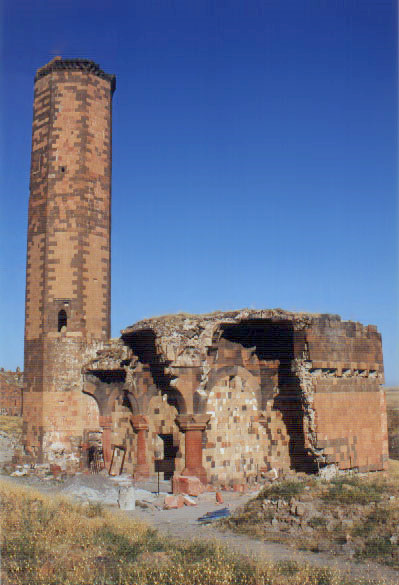
Mosquée Menüçehr.

La mosquée Menüçehr tire son nom de son fondateur présumé, Menüçehr, premier membre de la dynastie Cheddadides qui dirige Ani après 1072. Le minaret, intact, en est la partie la plus ancienne. Il porte le mot arabe Basmala en calligraphie kufi sur sa face nord. La salle de prière, dont une moitié a survécu, date d'une période ultérieure (XIIe ou XIIIe siècles). 
En 1906, la mosquée est partiellement réparée afin d'héberger un musée abritant les objets trouvés pendant les excavations de Nikolai Marr.

#### Citadelle

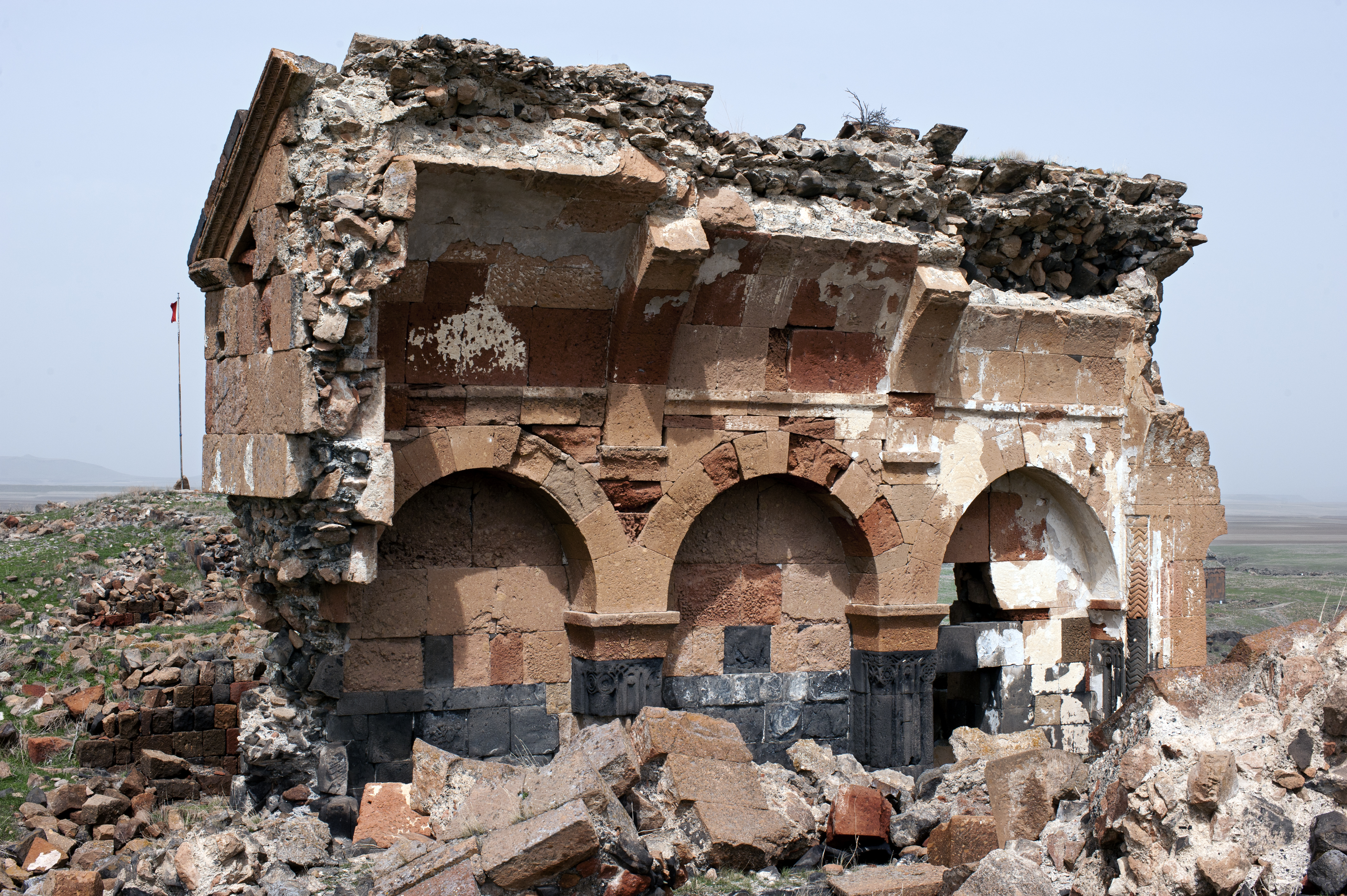
Ruines de la citadelle d'Ani.

À la limite sud d'Ani se situe une colline à sommet plat jadis connue sous le nom de Midjnaberd (« forteresse intérieure »). Elle possède ses propres murs défensifs qui datent de la dynastie Kamsarakan (VIIe siècle). Nikolai Marr excave la citadelle en 1908 et 1909. Il déterre les ruines du palais des rois bagratides qui occupe le sommet de la colline.
La citadelle compte les ruines de trois églises et plusieurs édifices non-identifiés. L'une des églises, l'« église du palais », est la plus ancienne église restante d'Ani, remontant au VIe ou VIIe siècles. Marr entreprend des réparations d'urgence de l'église, mais elle s'est par la suite en grande partie effondrée, probablement durant un séisme en 1966

#### Enceinte

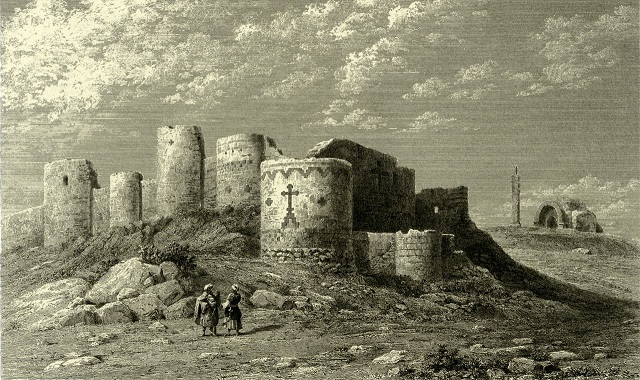
Rempart de la forteresse d'Ani de l'ancien royaume d'Arménie par Augustin François Lemaître.

Une enceinte entourait la totalité d'Ani. Les principales défenses sont situées le long du côté nord de la ville, la seule partie du site non-protégée par des cours d'eau ou des ravins. À cet endroit, la ville est protégée par une double rangée de murs, le mur intérieur étant plus grand que le mur extérieur et parsemé de tours semi-circulaires rapprochées. 
Selon les chroniqueurs contemporains, l'enceinte est bâtie par le roi Smbat (977-989). Les dirigeants ultérieurs renforcent les murs de Smbat, en les élevant et les rendant plus épais et en ajoutant des tours. Des inscriptions en arménien des XIIe et XIIIe siècles indiquent que des particuliers payent alors pour l'érection de ces nouvelles tours.
L'enceinte nord comporte trois portes : la porte du Lion, la porte de Kars et la porte de Dvin.

#### Autres monuments
Ani comporte d'autres monuments, comme une chapelle des Vierges, une église utilisée par des Arméniens chalcédoniens, les ruines d'un pont à arche simple au-dessus de l'Akhourian, de pressoirs à huile, de plusieurs bains, d'une seconde mosquée avec un minaret écroulé, un palais datant probablement du XIIIe siècle, les fondations de plusieurs autres palais et résidences plus petites, des rues bordées de magasins, etc.

## Fouilles
En 1892, l'Académie des Sciences de Saint-Pétersbourg organise les premières fouilles, puis d'autres fouilles vont être exécutées par la suite, qui se poursuivent à ce jour.

## École d'Ani
Les créations artistiques de l'école d'Ani sont principalement liées à Tiridate. Cet architecte a construit l'église Gagkashen, Saint-Sauveur, Katoghiké et le palais du Catholicos ; ce qui a fait d'Ani une grande école d'architecture ; et ce même architecte a aussi reconstruit en 989 la coupole de l'église Sainte-Sophie de Constantinople (Hagia Sophia).

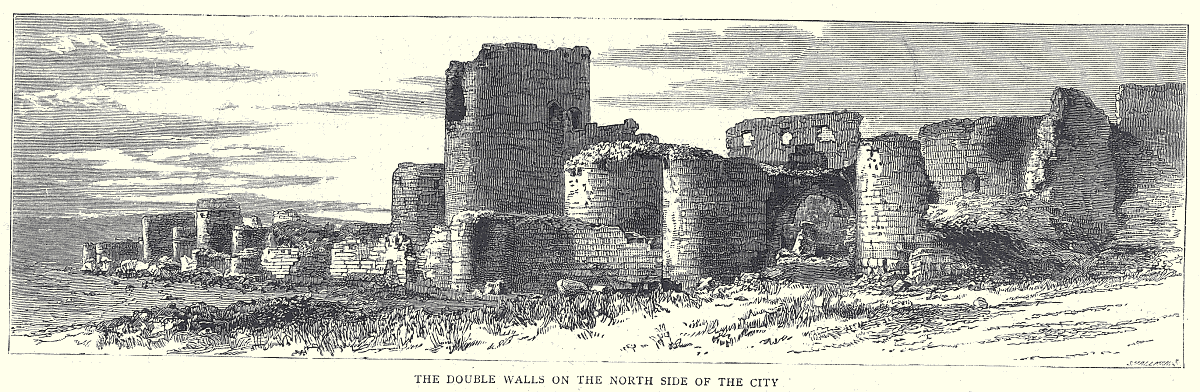
Gravure des remparts de la ville, autour de la Porte au Lion.

## Art contemporain
L'artiste Francis Alÿs a réalisé une vidéo intitulée The silence of Ani en 2015, 13 minutes de silence rompu par le retour des oiseaux.